# 夏時間

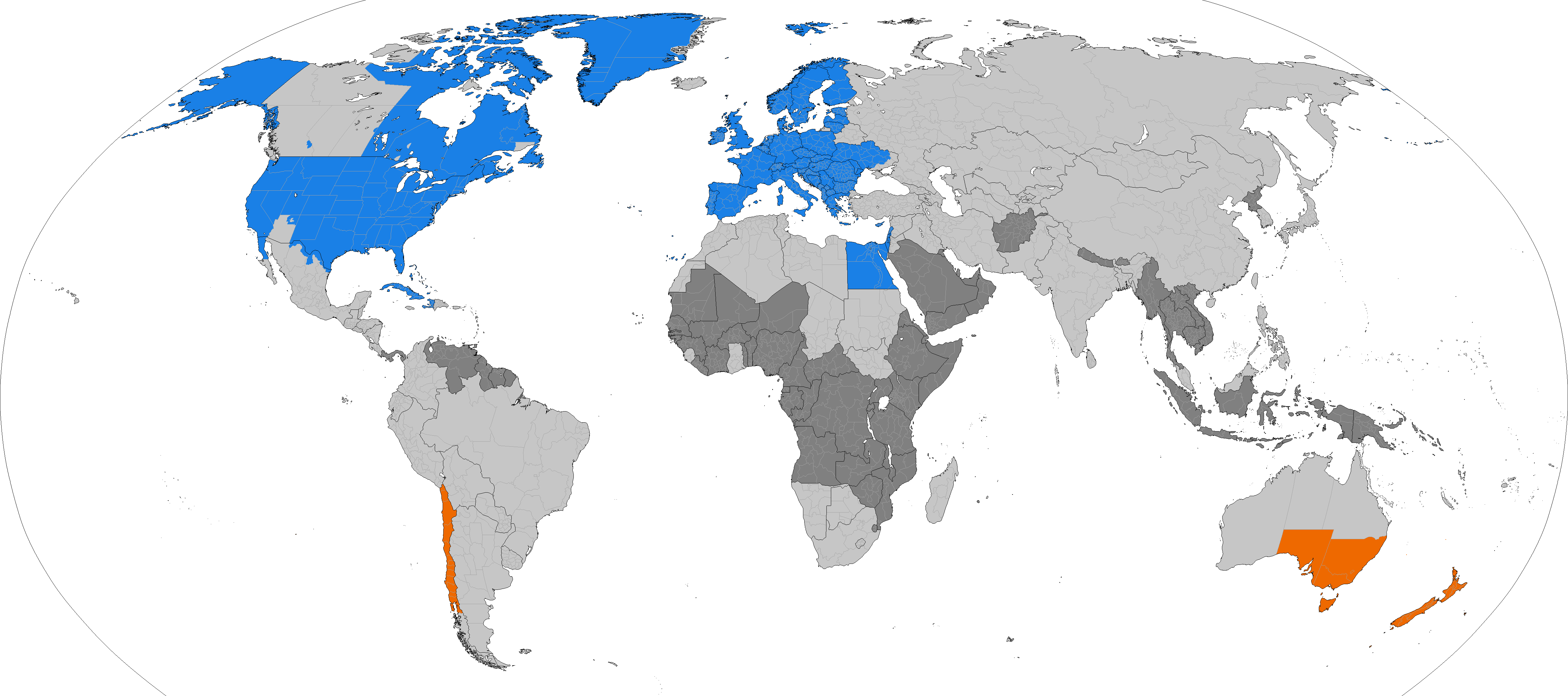
夏時間の採用地域
北半球の夏期に実施している地域
南半球の夏期に実施している地域
かつて夏時間を採用していた地域
夏時間を採用したことがない地域

夏時間（なつじかん、英: summer time、サマータイム）または日光節約時間（にっこうせつやくじかん、米: daylight saving time (DST) ）とは、1年のうち日中の時間が長くなる夏を中心とする時期に、日中の明るい時間を有効利用するため、時計を通常よりも進めることで、日が暮れる時刻を遅らせる時間制度、またはその時刻のこと。典型的な実施例では、春に時計を1時間進めてサマータイムに移行し、秋に1時間戻して標準時に復帰する。その結果、春頃に1日23時間の日があり、秋頃に1日25時間の日があることになる。
ロウソクを節約するために起床時間を太陽が出ている時間に合わせるというアイデアは、1784年にアメリカの博学者ベンジャミン・フランクリンが初めて提唱したとされる。フランクリンは、フランスの日刊紙『ジュルナル・ド・パリ』の編集者に宛てた風刺的な寄稿文の中で、夏は早く起きることでロウソクの使用量を節約できると提案し、かなりの節約になると計算している。1895年、ニュージーランドの昆虫学者で天文学者のジョージ・ハドソンが、毎年春に2時間だけ時計を変更するというアイデアをウェリントン哲学協会に提案した。1907年、イギリスの建築業者ウィリアム・ウィレットが早朝の時間を有効に使うための方法として同様のアイデアを提案したが、実施には至らなかった。
1908年、カナダのオンタリオ州ポート・アーサーにおいて、世界で初めてサマータイムが導入された。初めて全国規模で実施したのはドイツ帝国とオーストリア＝ハンガリー帝国で、第一次世界大戦時に石炭の消費量を減らすため、1916年4月30日に開始した。それ以来、多くの国でサマータイムが幾度も実施されており、特に1970年代の石油危機以後に普及した。赤道付近では、日の出と日の入の時刻が時間を調整するほど大きく変動することはないので、一般的にサマータイムの習慣はない。また、オーストラリアのように一部の地域でのみサマータイムを実施している国もある。逆に、高緯度地域では、日の出と日の入の時刻の差が大きく、時計を1時間ずらしてもあまり変わらないため、実施されない地域もある。アメリカ合衆国では、ハワイ州とアリゾナ州を除き、サマータイムが実施されている。世界の人口に占める割合から見れば、サマータイムを採用している国・地域は少数派であり、アジアとアフリカの国々では一般的にサマータイムを採用していない。

## 根本原理

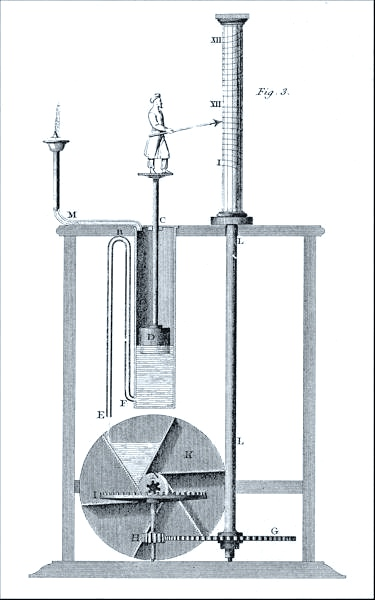
古代の水時計は季節によって1時間の長さを変化させた。

工業化された社会では、通常、1年を通して変化することのない時計に基づいたスケジュールに従って日々の活動が営まれている。たとえば、通勤・通学の時間帯や公共交通機関の運行ダイヤの調整は、普通、年間を通じて一定である。一方、農耕社会では、仕事や身の回りのことにかかわる日課は、昼の時間の長さと太陽時に左右されやすく、これらは地球の軸の傾きによって季節ごとに変化する。回帰線の南北では、昼の時間が夏は長く、冬は短くなり、赤道から離れるほどその影響は大きくなる。
ある地域のすべての時計を同期的に標準時の1時間先に調整すると、時計に基づいたスケジュールに従っている人は、そうでない場合よりも1時間早く目覚める。いやむしろ、まだ暗い早朝に1時間分、早起きすることになる。そして、1時間早く日常業務を始めて終わらせ、就業時間後に1時間余分に日中の時間を利用できるようになる。冬の間は、始業時間帯に利用できる日中の時間が1時間少なくなるため、この施策はあまり実用的でない。
サマータイムの推進派は、大多数の人が典型的な「9時から17時まで」の勤務時間の後、日中の時間が長く使えることを好んでいると主張している。また、サマータイムは照明や暖房の需要を減らすことでエネルギー消費を節減するとも主張しているが、エネルギー使用量全体に対する実際の効果については、大いに議論されているところである。
見かけ上の時刻のずれは、実用性によって動機づけられたものでもある。たとえば、アメリカの温帯地域では、夏至の日の出が4時30分頃、日の入が19時30分頃である。多くの人は4時30分には眠っているので、4時30分を5時30分に見せかけて、日の出の時刻に起き、夕方の光を浴びて活動できるようにするのが、より実用的と考えられる。
高緯度地域（アイスランド、ヌナブト、スカンディナヴィア、アラスカなど）では、低緯度地域に比べて季節による昼夜の長さの変化が激しいため、時間を操作しても日常生活にはほとんど影響を与えない。日の出・日の入時刻は、時計の操作にかかわらず、標準的な労働時間帯とは大きくずれてしまう。
赤道付近は1年のうちで昼の時間の変化が小さいため、高緯度地域と同様にサマータイムはほとんど役に立たない。また、サマータイムの効果は、等時帯内でどれくらい東寄りまたは西寄りの場所にいるかによっても異なり、同じ等時帯でも東に位置する場所の方が、西に位置する場所よりもサマータイムによる恩恵が大きい。中国のように東西の幅が何千キロもあるにもかかわらず、政府の命令で国土の全域が一つの等時帯内に収まっている国でも、サマータイムはあまり実用的でない。

## 歴史

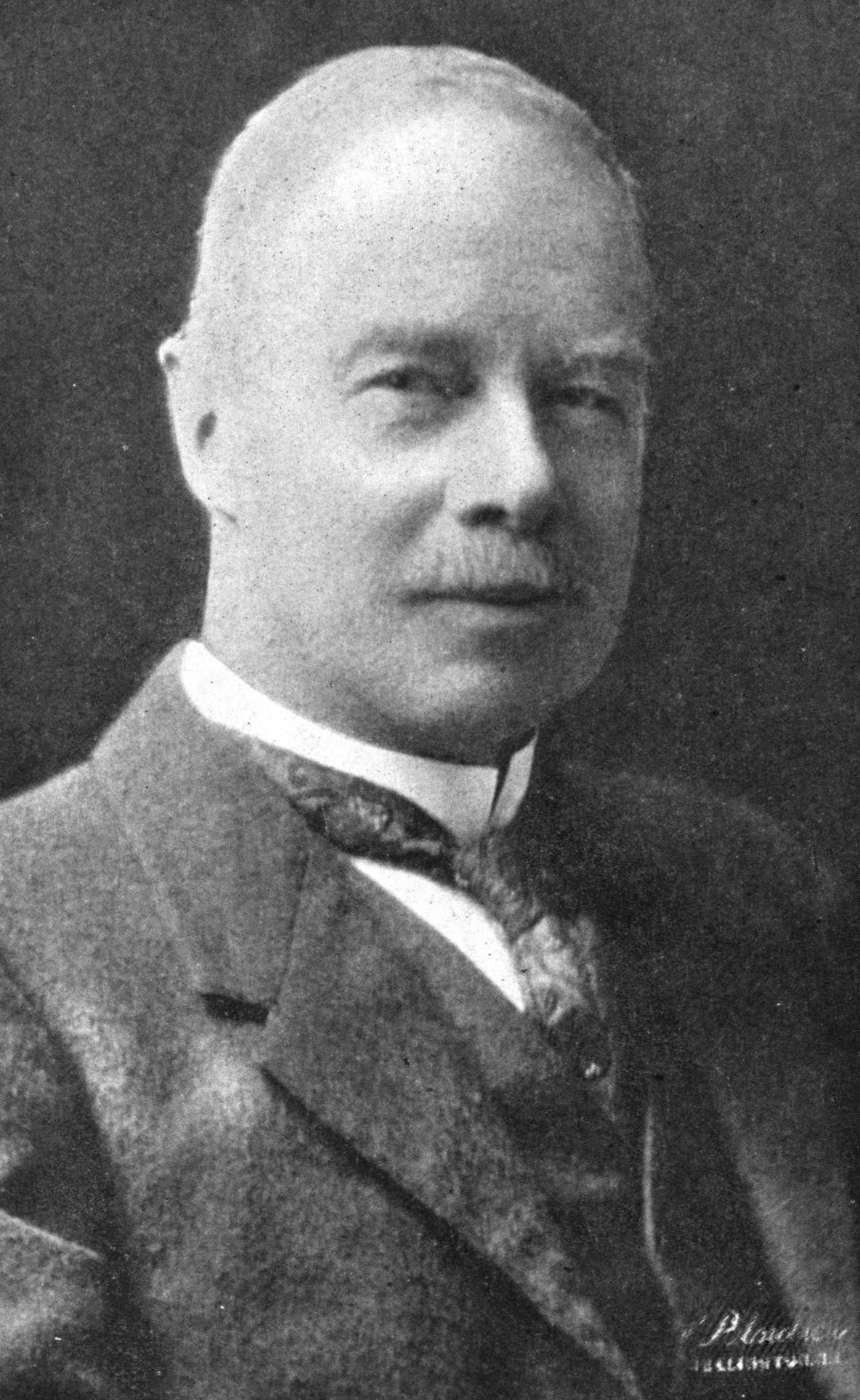
近代的なサマータイムを発案し、1895年に初めて提唱したジョージ・ハドソン

古代文明では、昼の長さに関係なく太陽が出ている時間を12分割した時間単位に分け、春には昼間が徐々に長くなるように、秋には昼間が徐々に短くなるようにし、今日のサマータイム制よりも柔軟に太陽に合わせて一日のスケジュールを調整していた。たとえば、古代ローマ人は月ごとに目盛りの異なる水時計で時を計っていた。ローマが位置する緯度では、日の出から数えて3番目の刻 (hora tertia) は、冬至点では太陽時の9時2分からの44分間とされるが、夏至点では太陽時の6時58分からの75分間とされる。14世紀以降、時間の間隔が等しい市民時（定時法）が、間隔の等しくない従来の市民時（不定時法）に取って代わり、市民時において時間が季節によって変化することはなくなった。他方で、不定時法は江戸時代の日本でも使用されていたほか、少数ではあるが、アトス山にある修道院や、ユダヤ教の儀式など、一部の伝統的な場では今なお用いられている。
ベンジャミン・フランクリンは「早寝早起きすれば、健康に裕福にそして賢くなれる」という格言を書物に残しており、アメリカ合衆国全権公使としてフランスに派遣された時期（1776-1785）には、日刊『ジュルナル・ド・パリ』紙上で発表した匿名の投書の中で、早起きして朝の日光を利用し、ロウソクを節約するよう、風刺的にパリ市民に提案している。1784年発表のこの風刺文では、窓の鎧戸に課税し、ロウソクを配給制とし、日の出の時刻に合わせて教会の鐘を鳴らしたり号砲を撃ったりして、市民を目覚めさせることを提案している。よく誤解されているのだが、フランクリンは実際にサマータイムを提唱したわけではなく、18世紀のヨーロッパの人々は正確なスケジュールを守ってさえもいなかった。しかし、鉄道輸送や通信網の発達により、フランクリンの時代にはなかった時刻の標準化が求められるようになり、その流れは変わっていった。
1810年、スペイン国民議会コルテス・デ・カディスは、時間の季節的な変化を考慮して、5月1日から9月30日までの間、特定の会議の開会時間を1時間早めるという規則を発表したが、実際には時計は変更されなかった。また、民間事業者が日光の条件に合わせて営業時間を変更する慣行があることも認めたが、それは事業者が自らの意思で行なったことである。

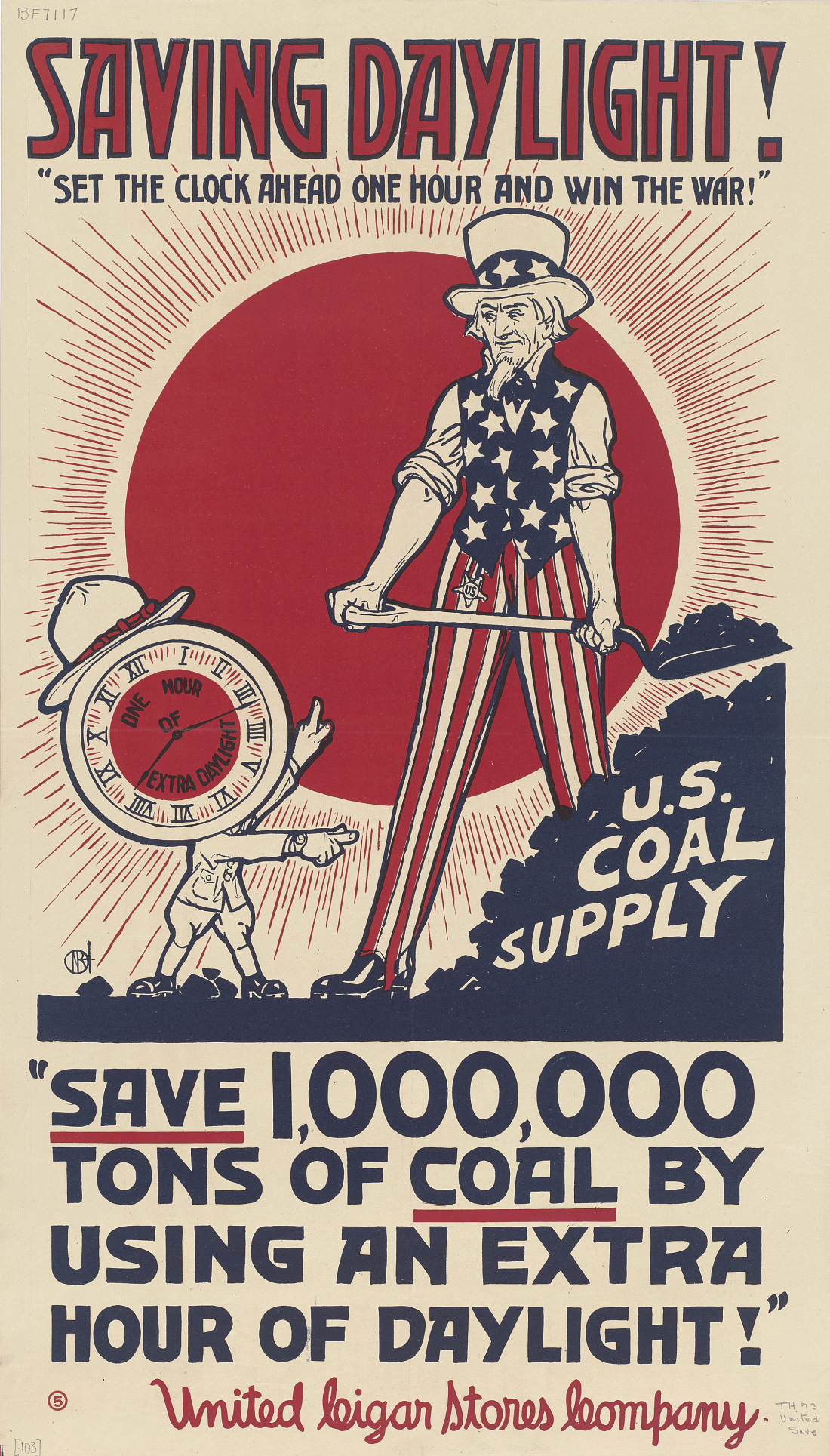
第一次世界大戦中の1918年にアメリカで夏時間を促進するために作成されたポスター（ユナイテッド・シガー・ストアーズ社作成）

近代的なサマータイムを初めて提唱したのは、ニュージーランドの昆虫学者ジョージ・ハドソンである。シフト勤務の仕事をしていたハドソンは、余暇を昆虫採集に費やしていたこともあり、勤務時間外の昼の時間に価値を見出すようになった。1895年、ハドソンはウェリントン哲学協会に1本の論文を提出した。その内容は、日光を2時間節約するシフトを提案するもので、クライストチャーチでは大きな反響があり、ハドソンは1898年にも論文を発表してこれに応えている。一方、イギリスの建築業者でアウトドア好きだったウィリアム・ウィレットは、朝食前の乗馬中にロンドンの人々が夏の一日の大半を眠って過ごしているのを見て、1905年に独自にサマータイムを発案したといわれている。ウィレットは熱心なゴルファーでもあり、夕暮れで自分のラウンドが打ち切りになるのを嫌っていた。彼が出した解決策は、夏の間だけ時計を進めるというもので、この提案は2年後に発表された。自由党所属のロバート・ピアース議員は英国議会でこの提案を取り上げ、1908年2月12日に最初の日光節約法案 (Daylight Saving Bill) を議会下院に提出した。この問題を調査するための特別委員会が設置されたものの、ピアースの提出した法案は成立せず、その後に幾度か提出された他の法案も成立を見ることなく廃案となった。ウィレットは1915年に亡くなるまで、この提案について国内でロビー活動を続けた。
世界で最初にサマータイムが制定された都市は、カナダのオンタリオ州ポート・アーサー（現在のサンダーベイ）で、1908年7月1日のことだった。これに続いて、同州オリリアが市長ウィリアム・ソード・フロストの市政期 (1911–1912) にサマータイムを導入した。初めて全国規模でサマータイムを採用した国は第一次世界大戦中のドイツ帝国（ドイツ語: Sommerzeit ゾマーツァイト）とその同盟国オーストリア＝ハンガリー帝国で、戦時中に石炭を節約するために1916年4月30日に開始された。イギリスとその同盟国のほとんど、およびヨーロッパの多くの中立国も、すぐさまこれに追随した。ロシアと他の数か国は翌年まで待機し、アメリカ合衆国は1918年にサマータイムを採用した。1918年の終戦後、カナダ、イギリス、フランス、アイルランド、アメリカ合衆国などの例外を除き、ほとんどの国ではサマータイムが廃止された。その後、第二次世界大戦中に再び採用されて一般化（中にはイギリスのように二重のサマータイムを採用した国もあった）し、1970年代に起きた石油危機以後、アメリカやヨーロッパで広く採用されるようになった。それ以来、世界各地でサマータイムの制定、調整および撤廃の動きが見られる。
アメリカ合衆国では、第一次世界大戦中に7か月間の戦時措置として、エネルギー資源を節約するために日光を利用可能な時間を増やす目的で、1918年に標準時法 (Standard Time Act) が制定され、初めてサマータイムが実施された。第二次世界大戦中の1942年には、一年中サマータイムとする "War Time" が実施された。戦後、サマータイムを標準化する統一時間法 (Uniform Time Act) が1966年に制定されるまでは、各州や地方にサマータイムの実施の可否や実施期間を自由に選択できる権限が与えられており、混乱を引き起こす元となっていた。1973年から74年の冬のシーズンに恒久的なサマータイムが制定されたが、冬の間、暗い中を通学する子どもたちや、真っ暗な中を通勤・始業する労働者から苦情があり、1年後に廃止となった。

## 実施手順
通例、関係当局は平日のスケジュールに混乱を来すことがないよう、週末の真夜中（あるいは、真夜中過ぎ）に時計の時刻を変更する予定を立てる。1時間の変更が慣例となっているが、過去には20分や2時間の変更が実施されたこともある。季節に応じてサマータイムを実施する（つまり、夏に実施して冬に実施しない）すべての国では、春に時計が標準時からサマータイムに進められ、秋に時計がサマータイムから標準時に戻される。そのため、春に時計に変更を加える日は一日の長さ（常用時）が短くなり、秋に時計に変更を加える日は一日の長さが長くなる。春の深夜0時に行われる変更では、現地時間のデジタル時計表示は23:59:59.9から01:00:00.0に飛ぶかのように見える。同様に、秋に行われる変更では、現地時間は23:59:59.9から23:00:00.0に飛び、深夜0時前の1時間を繰り返すかのように見える。
季節に応じたサマータイムを実施しているほとんどの国では、冬期の時刻は、各地域の中央付近の地方平均時に一致する標準化されたタイムゾーンの時刻に従って、法的に「標準時」の名称が付けられている。ただし、アイルランドでは例外的に、冬期の時刻はオフセット (UTC±00:00) と法的な名称（グリニッジ標準時）がいずれもイギリスと同じであるが、夏期の時刻はイギリスと同じオフセット (UTC+1:00) でありながら、イギリス夏時間とは対照的に、法的な名称は「アイルランド標準時」である。
サマータイムのために時計を切り替えるほとんどの国では、冬期には標準時、夏期にはサマータイムを実施しているが、モロッコでは（2019年以来）ラマダーン月以外、毎月サマータイムを実施している。聖なる月であるラマダーン月（当月の日付は太陰暦によって決められるため、グレゴリオ暦との対応では年によって日付が変動する）の間は、モロッコ市民の時計は西ヨーロッパ時間（UTC+00:00、地理的に同国の大部分が重なる）に合わせられる。この月の晦日になると、同市民の時計は西ヨーロッパ夏時間 (UTC+01:00) に進められ、翌年の聖なる月を迎えるまでサマータイムを継続する。
時計の切り替えを行う時刻は、地域により異なっている。欧州連合では加盟国間で時計の切り替えを行う時刻に関する協定が取り決められており、すべてのタイムゾーン地域で同じ瞬間、協定世界時 (UTC) の01:00（すなわち、中央ヨーロッパ時間 (CET) の02:00、東ヨーロッパ時間 (EET) の03:00）に時計の切り替えが行われる。その結果、欧州のタイムゾーン地域内では時差が常に一定になるように保たれている。北アメリカでは時計の切り替えを行う時刻の調整法は異なっており、各地域において現地時間の02:00に切り替えを行うことになっているため、一時的に通常とは異なる時差（オフセットの差）が生じる。たとえば、山岳部標準時の場合、秋にやってくる1時間は、通常なら太平洋標準時の1時間先となるところが0時間先となり、春にやってくる1時間は、太平洋標準時の1時間先となるところが2時間先となる。また、秋のサマータイムから標準時への移行期には、どのタイムゾーンでも01:00から01:59:59までの間の時間が2回発生するが、冬の終わりか春頃の標準時からサマータイムへの移行期には、02:00から02:59:59までの間の時間が消滅する。
時計が変更される期日は地域や年によって異なるため、地域間の時差も1年を通して変化する。たとえば、中央ヨーロッパ時間は、3月と10月・11月の数週間を除いて、通常、北アメリカ東部時間よりも6時間進んでいる。一方、イギリスとチリ本土は、北半球の夏には時差にして5時間の隔たりがあるが、南半球の夏には3時間、年に数週間は4時間の時差にまで縮まることになる。1996年以来、ヨーロッパのサマータイムは3月の最終日曜日から10月の最終日曜日まで実施されているが、それ以前は欧州連合の域内で規則が統一されていなかった。2007年以降、アメリカ合衆国とカナダの大部分では、3月の第2日曜日から11月の第1日曜日まで、一年のほぼ3分の2の期間、サマータイムを実施している。さらに、北半球と南半球では、春と秋が半年ずれているため、サマータイムの開始日と終了日がおおよそ逆になる。たとえば、チリ本土では10月の第2土曜日から3月の第2土曜日まで、現地時間の当日24:00に移行する手順でサマータイムを実施している。アメリカ合衆国、オーストラリア、カナダ、メキシコ（過去にはブラジルなども）といった一部の国では、国内の地域ごとにサマータイム制を管轄しており、一部の地域でサマータイムが実施されていても、他の地域では実施されない場合もある。
毎年毎年、時計の切り替えを行う期日は、政治的または社会的な理由により、変更されることもある。1966年に制定された統一時間法により、アメリカ合衆国のサマータイム実施期間は6か月とすることが正式に決定された（それ以前は地域ごとに宣言されていた）。この実施期間は1986年には7か月に延長され、2005年には8か月までの延長が決定した。2005年の延長の背景には、ハロウィン（10月31日）をサマータイム期間内に含めることで利益を上げようとする製菓業界のロビー活動があったとされる。最近の歴史を顧みると、オーストラリアの各州では、地域ごとに異なる現地時間に時計の時刻が変更されるだけでなく、時には異なる日に変更されることもあった。たとえば、2008年には、サマータイムを採用しているほとんどの州では10月5日に時計を進めたが、西オーストラリア州では10月26日に時計を切り替えた。

## 目的と効果
以下のような効果が期待できると考えられている。
- 明るい時間を有効に使えるので照明の節約になる。

日の出とともに起きるのは、昼行性の生物には適した生活スタイルである。サマータイムを利用している地域は緯度の差が大きい。
- 交通事故や犯罪発生率の低下。
- 活動時間が増えることによる経済の活性化。
- 午後の日照時間が増えることによる余暇の充実。

## 夏時間導入に対する反対論
夏時間の導入については反対論も存在する。夏時間に対する反対意見としては、以下のようなものが主張されている。
- 健康への悪影響（次項を参照）。
- カレンダーと時計機能を利用する各種システム（OSやソフトウェア、家電製品の時計機能など）を更新しなければならないなど、移行コストがかかる。
- 時刻の切り替え時に一時的に交通事故が増加するという報告もある。カナダブリティッシュコロンビア州では夏時間導入直後の月曜日には、変更直前の月曜日より交通事故が平均で23 %増加するとして注意を呼びかけている[64]。

スイスや欧州連合（EU）では、省エネルギーの効果が乏しく、健康に悪影響があるという理由で、市民の8割が廃止を望んでおり、EUでは廃止の検討が進んでいる。
2025年からの新しい研究では、時間変更とサマータイムが健康、経済、交通安全、犯罪、エネルギー消費に与える影響が分析された。その結果に基づき、著者らは、時間変更は人々や社会に悪影響を及ぼし、通年の標準時が望ましいと主張している。

## 健康への影響
夏時間は健康へ様々な影響を及ぼす。労働時間が一定している社会では、夏時間の導入により午後の明るい時間に戸外での運動が増える傾向にある。また日光を浴びる時間が変わるので、居住地や生活時間によっては皮膚内のビタミンD生成を促す等のメリットがある。しかし、皮膚がんの恐れを増す場合もある。夏時間は起床時間を早めるため鬱状態の改善につながるとの指摘もあるが、その逆を指摘する者もある。また夏時間への変更直後の2日間では虚血性発作の発生率が増加するが、1週間後には平常値に戻る。
時計の時間を早めることは心臓発作のリスクを10%増加させ、睡眠時間を減少させると同時に睡眠の効果を低下させる。概日リズムの季節適応には深刻かつ数週間に及ぶ影響を与える。2008年の研究によれば、夏時間への移行直後の数週間で男性の自殺率は増加するが、季節適応後にはこれらの関連性は大幅に減少する。2008年のスウェーデンの研究によれば、夏時間の最初の3週間において心臓発作は顕著に増加し、夏時間終了後の3週間では顕著に減少する。一般に夏時間終了時の夜は「1時間長く眠れる」といわれるが、2013年の論説によれば実際に人々が長く眠っているというエビデンスはほとんどない。また同じ文献によれば、夏時間開始時には睡眠時間を1時間奪われるため睡眠不足となり、その影響は少なくとも1週間持続する。2015年には2人の心理学者が、睡眠への悪影響を理由の一つとして夏時間の中止を提言している。
カザフスタン政府は2005年に夏時間を廃止する際、時刻変更に起因する健康への影響を理由として挙げている。2011年3月には、ロシア大統領ドミートリー・メドヴェージェフが「時計の針を動かすことによるストレス」が、ロシアが夏時間を通年維持する理由であると述べ、政府関係者は自殺の年次的な増加について指摘している。
夏時間で一般に予期されていなかった悪影響として、夜明け前に生じるラッシュアワーと自動車の排気ガスが日中よりも過酷な大気汚染を生じさせるという指摘がある。
アメリカのワシントン大学とヴァージニア大学の研究者は2017年に、夏時間によって睡眠時間が減少した判事は判決の刑期が長くなる傾向を報告している。
また人間の活動時間帯が変わることにより、ドイツでは乳牛の牛乳生産量減少、野生動物の交通事故死増が見られるとの報道もある。

## コンピュータにおける扱い
以前は、夏時間の期間に入るまたは終わる度に手動でコンピュータに内蔵されている時計の時刻を合わせていたが、近年のオペレーティングシステムは、自動的に内蔵時計を修正する機能をもっている。ファイルのタイムスタンプの扱いは、使用するファイルシステムおよびオペレーティングシステムによって異なる。例えば、FATのようなタイムスタンプの記録にローカルタイムを利用するファイルシステムの場合、夏時間内で修正されたファイルを、夏時間外で読み込んだ場合、時刻が1時間ずれる。一方、NTFSのような、タイムスタンプを協定世界時（UTC）で記録するファイルシステムを利用している場合、このような問題は起きない。
時刻の内部管理にUTCを使うことにより、夏時間を意識せずにファイルの読み書きができるものの、オペレーティングシステム上での取り扱いは、各システムによって異なる。Windows系の場合、Windows XP以前のOSでは、時刻は現在有効な標準時に合わせて表示される。例えば、夏時間の期間中にタイムスタンプが9時であった場合、期間外では10時と表記される。この方式では表示される時刻が実際の時刻と異なることがある。一方で、夏時間の期間の前後で時刻に不連続が発生しなくなるという利点がある。また、時代・地域による期間・調整時間の差異や、未来の時刻を取り扱う時に実施当日までに変更される可能性がある夏時間規則を考慮する必要がない。一方、WindowsでもWindows 7以降およびmacOSの場合は、期間中に9時であったものは、期間外になっても9時と表記される。この方式の利点・欠点は前者の逆である。
LinuxやBSD系オペレーティングシステムではtz databaseを用いて夏時間を管理している。
デジタルカメラなどの画像ファイルで使われるEXIFではGPS関連の項目を除いてUTCやタイムゾーンなどは考慮されていない。このため、夏時間を採用している地域では、画像を読み込む時期によって撮影時刻の記録・表示が1時間ずれる。